# Modell (Ingenieurwissenschaft)
In den Ingenieurwissenschaften versteht man unter einem Modell die Nachbildung eines technischen Erzeugnisses in verkleinertem Maßstab, jedoch nicht unbedingt mit denselben geometrischen Details wie die Großausführung, sondern mit denselben dimensionslosen Kennzahlen. 
Beispiel: als Modell eines Stahlrohres, das in tiefem Wasser verlegt wird und dabei durchhängt, kann ein dünner Blechstreifen dienen, der mit Plexiglas-Rohrstücken zusätzliche hydrodynamische Masse und mit Bleigewichten zusätzliches Gewicht bekommt, ohne die Biegesteifigkeit zu verfälschen. Versuchsmodelle dienen dem Zweck, daran Messungen durchzuführen und die Ergebnisse in die Großausführung umzurechnen, weshalb das Aussehen der Modelle irrelevant ist. 
Zum Einsatz kommen Modelle beispielsweise in Windkanälen und Schiffbau-Versuchsanstalten. 